# Беорлеги
Беорлеги́ (фр. Béhorléguy) — коммуна во Франции, находится в регионе Новая Аквитания. Департамент — Атлантические Пиренеи. Входит в состав кантона Монтань-Баск. Округ коммуны — Байонна.
Код INSEE коммуны — 64107.

## География
Коммуна расположена приблизительно в 690 км к юго-западу от Парижа, в 195 км южнее Бордо, в 65 км к западу от По.

### Климат
Климат тёплый океанический. Зима мягкая, средняя температура января — от +5°С до +13°С, температуры ниже −10 °C бывают редко. Снег выпадает около 15 дней в году с ноября по апрель. Максимальная температура летом порядка 20-30 °C, выше 35 °C бывает очень редко. Количество осадков высокое, порядка 1100 мм в год. Характерна безветренная погода, сильные ветры очень редки.

## Население
Население коммуны на 2010 год составляло 77 человек.
| 1962 | 1968 | 1975 | 1982 | 1990 | 1999 | 2010 |
| ---- | ---- | ---- | ---- | ---- | ---- | ---- |
| 135  | 121  | 112  | 91   | 72   | 72   | 77   |

## Администрация
| Период | Период | Фамилия           | Партия | Примечания |
| ------ | ------ | ----------------- | ------ | ---------- |
| 1995   | 2001   | Жан Энассобиске   |        |            |
| 2001   | 2014   | Анна-Мария Ибанес |        |            |
| 2014   | 2020   | Паскаль Негелуар  |        |            |

## Экономика
В 2010 году среди 37 человек трудоспособного возраста (15-64 лет) 26 были экономически активными, 11 — неактивными (показатель активности — 70,3 %, в 1999 году было 65,9 %). Из 26 активных жителей работали 26 человек (18 мужчин и 8 женщин), безработных не было. Среди 11 неактивных 5 человек были учениками или студентами, 1 — пенсионерами, 5 были неактивными по другим причинам.

## Достопримечательности
- Церковь Успения Божьей Матери (XVII век)[4]
- Часовня Сент-Анграс (XVII век)[5]
- Средневековый крест Арисп на перекрёстке. Исторический памятник с 1971 года[6]

## Фотогалерея

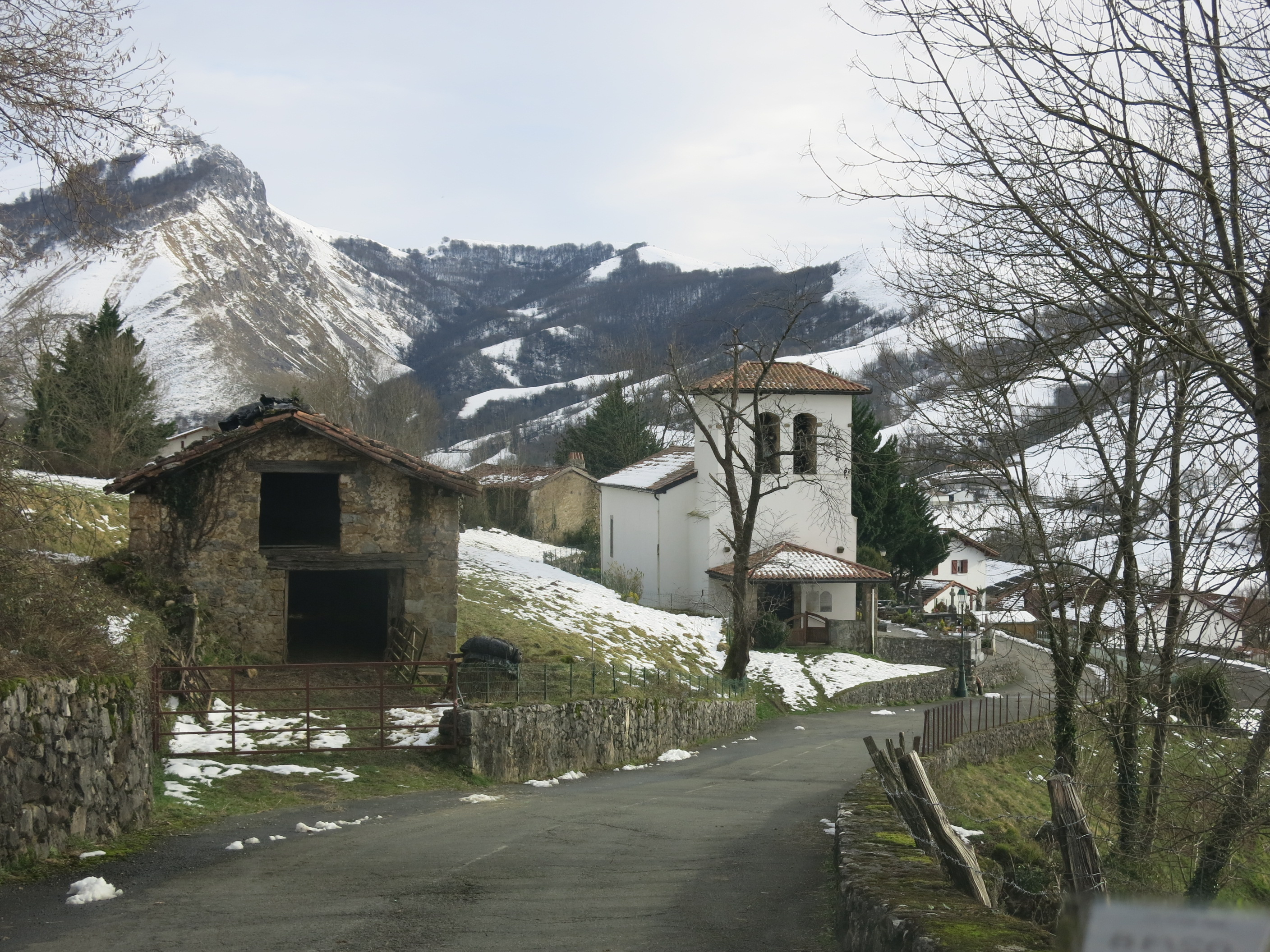
Церковь Успения Божьей Матери
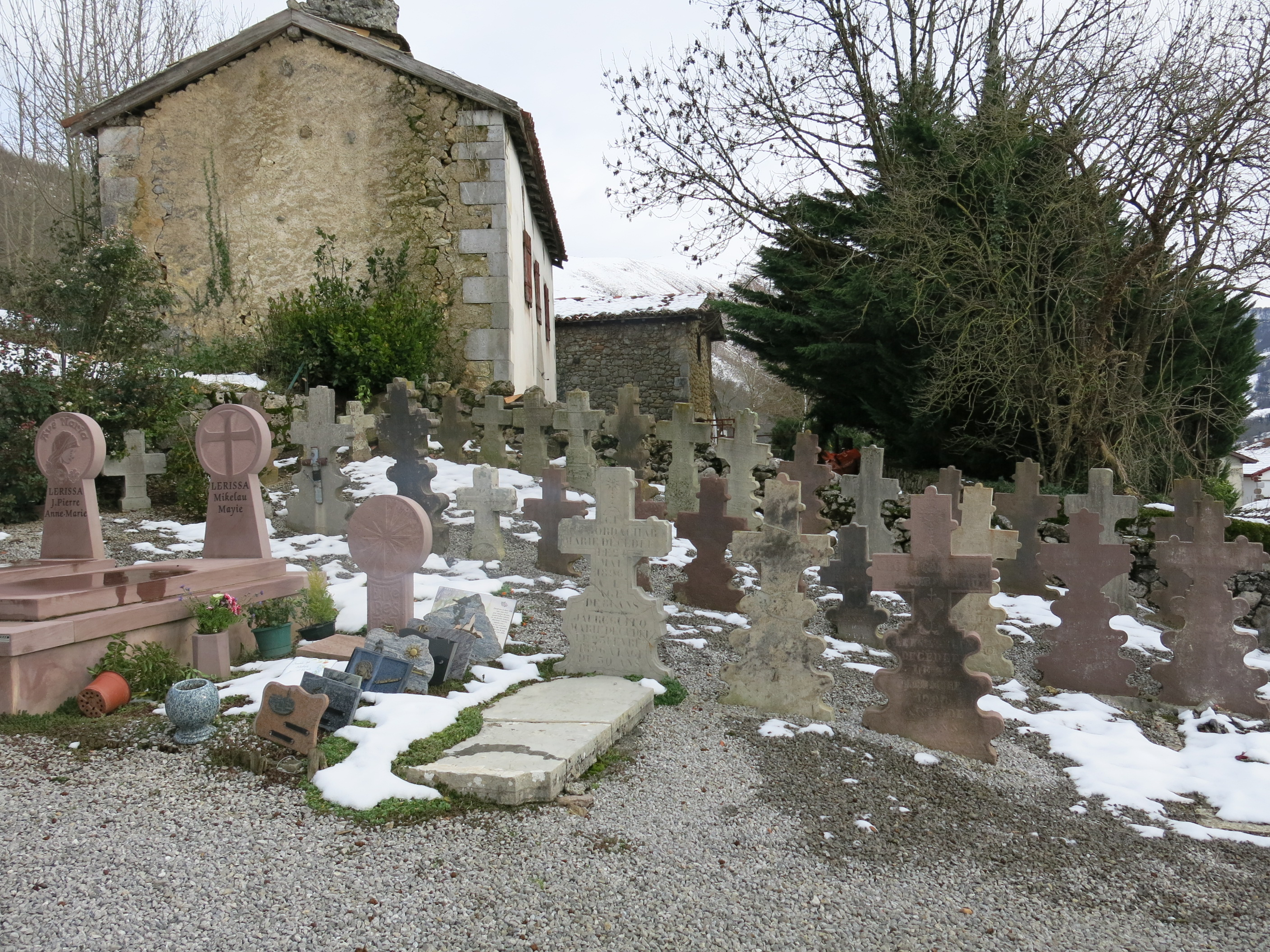
Кладбище
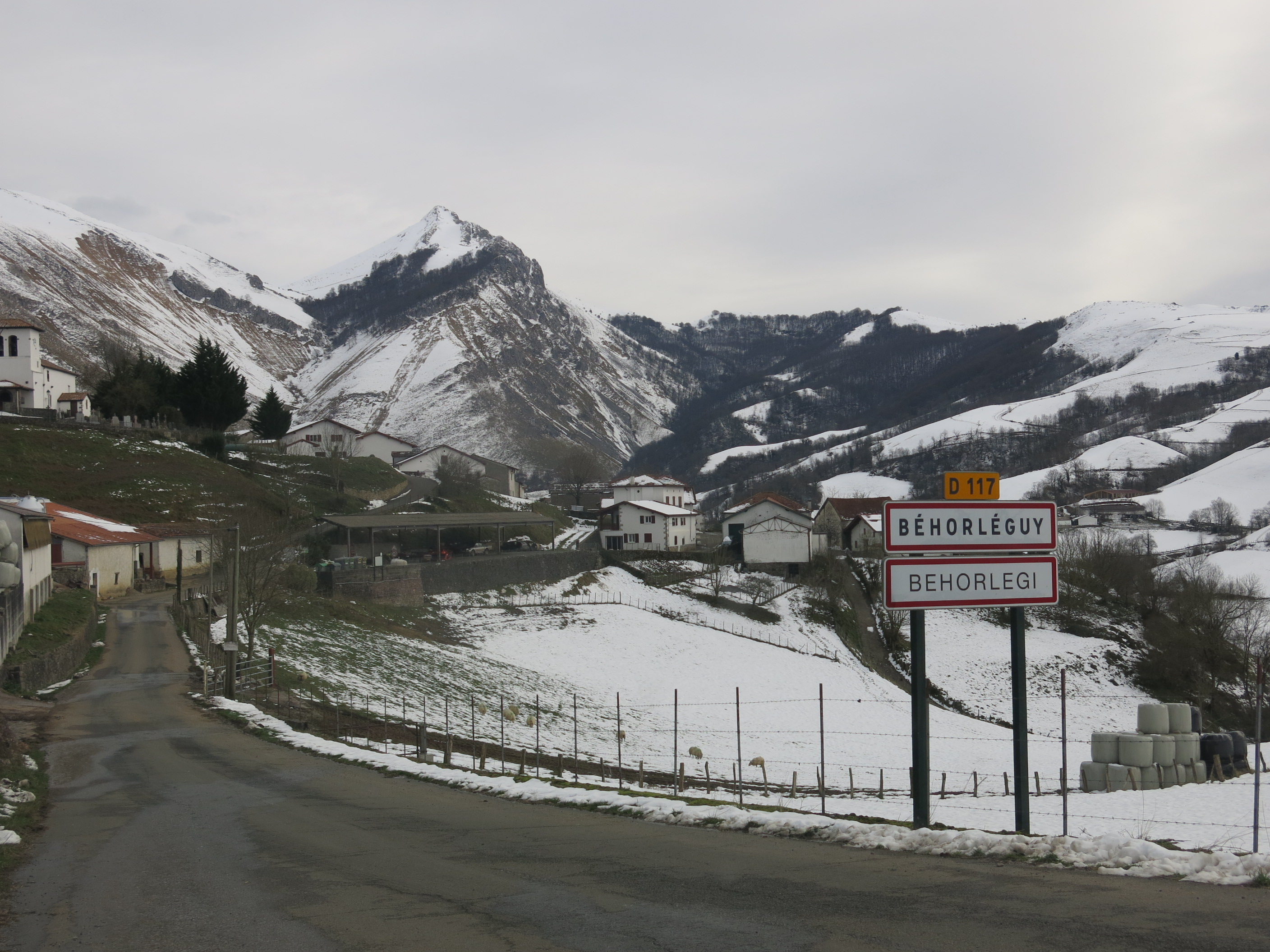
Деревня и вершина Беорлеги
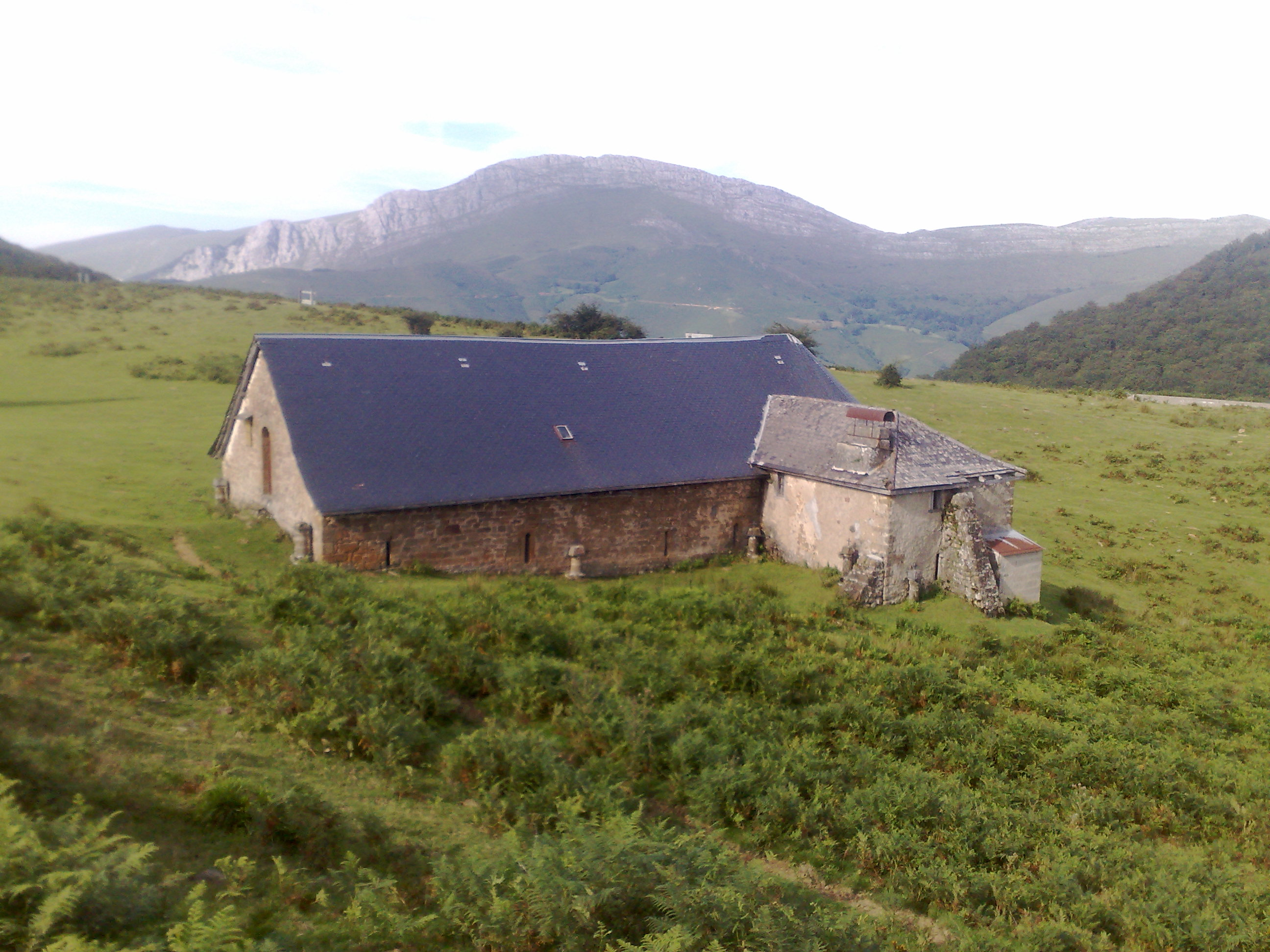
Часовня Спаса
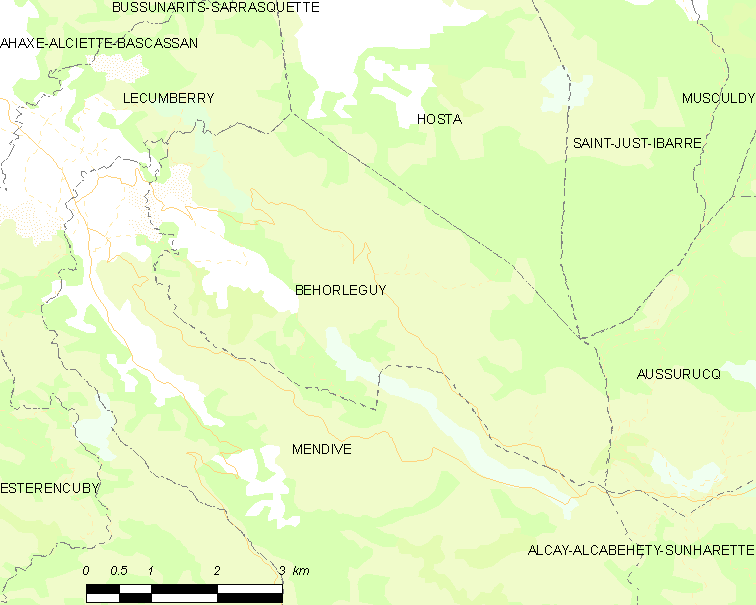
Карта коммуны